# Okres Riviera
Okres Riviera (italsky Distretto di Riviera) je švýcarský okres v kantonu Ticino. Správním centrem je obec Biasca. Žije zde asi 10 000 obyvatel. Zahrnuje zejména střední část údolí řeky Ticino. Okres se dělí na jeden stejnojmenný kraj (circolo), jehož území je shodné s územím celého okresu.

## Přehled obcí
| Znak       | Název obce | Počet obyvatel (31. 12. 2022) | Rozloha (km²) | Hustota zalidnění (obyv./km²) | Kraj    |
| ---------- | ---------- | ----------------------------- | ------------- | ----------------------------- | ------- |
| Biasca     | Biasca     | 6110                          | 59,09         | 103                           | Riviera |
| Riviera    | Riviera    | 4188                          | 86,53         | 48                            | Riviera |
| Celkem (2) | Celkem (2) | 10 298                        | 145,62        | 71                            | (1)     |